# N.E.C. in het seizoen 2010/11
Dit is een pagina met diverse statistieken van de Nederlandse voetbalclub N.E.C. uit het seizoen 2010/2011. Opmerkelijk is dat de selecties van N.E.C. en Jong N.E.C. samen één trainingsgroep zullen vormen.
Op 4 december 2010 hield NEC voor de vierde keer in de clubhistorie een punt over aan een bezoek aan AFC Ajax. De ploeg uit Nijmegen had tot dat moment nog nooit gewonnen bij Ajax. Nadat Mido raak had gekopt uit een voorzet Miralem Sulejmani bepaalde Bram Nuytinck de eindstand op 1-1.

## Wedstrijden

### Voorbereiding en overige oefenwedstrijden
| Datum            | Tijdstip | Thuis            | Uitslag | Uit              | Doelpuntenmakers N.E.C.                                                             | Bijzonderheden                                                   | Locatie                                      | Opstelling N.E.C. |
| ---------------- | -------- | ---------------- | ------- | ---------------- | ----------------------------------------------------------------------------------- | ---------------------------------------------------------------- | -------------------------------------------- | --- |
| 3 juli 2010      | 17:00    | SC N.E.C.        | 1-2     | N.E.C.           | Goossens, Sibum                                                                     | Goossens mist penalty, Vaclík op proef                           | De Eendracht, Nijmegen                       | 1e helft: Babos, Will, Nuytinck, Ebergen, Amieux, Zimling, Schöne, Davids, Ntibazonkiza, Vleminckx, Grootfaam. 2e helft: Vaclík, Wellenberg, Van Eijden, Nuytinck, Will, Sibum, Loen, Goossens, Alakmak, Ten Voorde, Latupeirissa.                  |
| 8 juli 2010      | 19:00    | vv Alverna       | 0-7     | N.E.C.           | Vleminckx (3*), Schöne (2*), Goossens (2*)                                          | Čmovš op proef                                                   | sponsorclub Stadion, Alverna                 | 1e helft: Babos, Wellenberg, Otten, Zomer, Amieux, Sibum, Goossens, Davids, Grootfaam, Ten Voorde, Latupeirissa. 2e helft: Cillessen, Will, Čmovš, Van Eijden, Nuytinck, Ebergen, Goossens, Schöne, Loen, Vleminckx, Latupeirissa.                  |
| 10 juli 2010     | 17:00    | SJN              | 0-10    | N.E.C.           | Ten Voorde (4*), Schöne (3*), Zomer (1*), Loen (1*), Kamper (1*)                    | Kamper en Harsányi op proef, Harsányi mist penalty bij stand 0-6 | Sportpark Winkelsteeg, Nijmegen              | Jasper Cillessen, Rémy Amieux, Rens van Eijden, Ramon Zomer, Bram Nuytinck, Youri Loen, Lasse Schöne, Lorenzo Davids, Zoltan Harsányi (85' Cayfano Latupeirissa), Rick ten Voorde, Jonas Kamper.                                                    |
| 11 juli 2010     | 14:00    | OSC              | 0-12    | N.E.C.           | Vleminckx (4*), Sibum (3*), Goossens (2*), Ten Voorde (1*), Zimling (1*), Will (1*) | Kamper en Harsányi op proef                                      | Sportpark Nieuw Balveren, Oosterhout         | Gábor Babos, Rémy Amieux, Joost Ebergen (51' Rens van Eijden), Mark Otten, Nathaniel Will, Bas Sibum, Niki Zimling (83' Youri Loen), John Goossens, Jonas Kamper (47' Rick ten Voorde), Björn Vleminckx, Zoltán Harsányi (47' Cayfano Latupeirissa) |
| 14 juli 2010     | 19:00    | AGOVV            |         | N.E.C.           | Afgelast wegens hevig noodweer                                                      |                                                                  | Sportpark Beuningse Boys, Beuningen          | |
| 17 juli 2010     | 15:00    | Rot Weiss Ahlen  | 1-2     | N.E.C.           | Davids, Goossens                                                                    | Rood: Vleminckx (2* geel)                                        | Wersestadion, Ahlen                          | Babos, Will (46' Wellenberg), Van Eijden (46' Zomer), Otten, Amieux (46' Nuytinck), Sibum, Schöne, Davids, Goossens, Vleminckx, Latupeirissa. (80' Ten Voorde)                                                                                      |
| 19 juli 2010     | 19:00    | Hibernian FC     | 1-0     | N.E.C.           |                                                                                     |                                                                  | Sportpark De Wilgendaal, Herpen              | Babos, Will, Zomer (55' Otten), Van Eijden, Nuytinck, Sibum, Schöne, Zimling (55' Davids), Latupeirissa (60" Ten Voorde), Vleminckx, Goossens. |
| 24 juli 2010     | 18:30    | N.E.C.           | 0-0     | Widzew Łódź      |                                                                                     |                                                                  | FC Düren - Niederau, Kreuzauer Straße, Düren | Cillessen, Wellenberg, Otten, Zomer, Amieux, Zimling, Davids ('53 Sibum), Schöne, Goossens, Vleminckx, George |
| 27 juli 2010     | 19:00    | N.E.C.           | 1-1     | Cracovia Kraków  | Vleminckx                                                                           |                                                                  | McDOS Goffertstadion, Nijmegen               | |
| 31 juli 2010     | 14:30    | N.E.C.           | 0-2     | Ergotelis FC     |                                                                                     | Otten scoort eigen doelpunt                                      | McDOS Goffertstadion, Nijmegen               | Babos, Will(46' Wellenberg), Otten(75' Ten Voorde), Nuytinck, Amieux, Zimling, Schöne, Davids, George, Vleminckx(78' Sibum), Goossens(66' Latupeirissa)                                                                                             |
| 2 september 2010 | 13:30    | Alemannia Aachen | 2-0     | N.E.C.           |                                                                                     |                                                                  | Oude Tivoli, Aken                            | Cillessen – Wellenberg, Otten, Will (67. Ebergen), Amieux – Sibum (67. van Dijk), Davids – George, Loen (46. Secerovic), Latupeirissa (79. Fejzullahu) – Vleminckx (46. ten Voorde)                                                                 |
| 6 oktober 2010   | 19:00    | De Treffers      | 2-2     | N.E.C.           | Sibum, Vleminckx                                                                    |                                                                  | Sportpark Zuid, Groesbeek                    | Cillessen (46' Van Duin), Wellenberg, Van Eijden (46' Otten), Zomer (70' Ebergen), Will, Sibum (46' Secerovic), Loen, Davids, Ten Voorde, Vleminckx (46' Van Dijk), Alakmak                                                                         |
| 6 januari 2011   | 14:00    | N.E.C.           | 3-1     | Go Ahead Eagles  | Goossens (3*)                                                                       | Lyng en El Mourabet op proef                                     | De Eendracht, Nijmegen                       | Cillessen, Will, El Mourabet (52. Nuytinck), Zomer, Amieux; Sibum, Davids (71. Latupeirissa), Zimling; Lyng (52. Schöne), Goossens (71. Alakmak), Vleminckx                                                                                         |
| 7 januari 2011   | 15:00    | N.E.C.           | 3-2     | FC Oss           | Fejzullahu, Chatelle, Loen                                                          |                                                                  | De Eendracht, Nijmegen                       | Van Duin; Wellenberg, Otten, Nuytinck, Amieux (75. Alakmak); Secerovic, Loen, Schöne (45. Ten Voorde); Chattele (75. Latupeirissa), Fejzullahu (87. Sibum), George (62. Grootfaam)                                                                  |
| 11 januari 2011  | 16:00    | N.E.C.           | 0-0     | KV Mechelen      |                                                                                     |                                                                  | Benahavís, Spanje                            | Cillessen; Will, Zomer, Nuytinck, Amieux, Chatelle, Sibum, Zimling, Davids (Schöne); Goossens (77. Fejzullahu), Vleminckx |
| 14 januari 2011  | 16:00    | N.E.C.           | 2-0     | Club Brugge      | Schöne (2*)                                                                         |                                                                  | Mijas, Spanje                                | Babos (46' Cillessen), Will (89. Wellenberg), Nuytinck, Zomer, Amieux, Zimling (75. Loen), Schöne, Sibum, Chatelle (46. Goossens), Vleminckx, Davids                                                                                                |
| 24 maart 2011    | 14:30    | N.E.C.           | 2-0     | Alemannia Aachen | Goossens (2*)                                                                       | Kohlert op proef                                                 | De Wijchert, Wijchen                         | Babos, Otten (80. Will), Van Eijden, Zomer, Amieux, Zimling (50. Loen), Kohlert (50. Sibum), Goossens, George (60. Alakmak), Chatelle, Ten Voorde (50. Latupeirissa)                                                                                |

### Eredivisie
| Datum             | Tijdstip | Thuis           | Uitslag | Uit             | Doelpuntenmakers N.E.C.                       | Bijzonderheden N.E.C.             | Locatie                           | Opstelling |
| ----------------- | -------- | --------------- | ------- | --------------- | --------------------------------------------- | --------------------------------- | --------------------------------- | --- |
| 7 augustus 2010   | 18:45    | N.E.C.          | 1-0     | VVV-Venlo       | Ramon Zomer                                   | debuut Will en Latupeirissa       | McDOS Goffertstadion, Nijmegen    | Babos, Will (87' Wellenberg), van Eijden (72' Otten), Zomer, Nuytinck, Sibum, Schöne (82' Latupeirissa), Zimling, George, Vleminckx, Goossens.            |
| 15 augustus 2010  | 14:30    | Willem II       | 3-5     | N.E.C.          | Björn Vleminckx (3*), Lasse Schöne, Bas Sibum |                                   | Koning Willem II Stadion, Tilburg | Babos, Will, Van Eijden, Zomer, Nuytinck, Sibum, Schöne (85' Davids), Zimling, George (90' Ten Voorde), Vleminckx, Chatelle                               |
| 20 augustus 2010  | 20:45    | SBV Excelsior   | 4-2     | N.E.C.          | Björn Vleminckx, Bas Sibum                    |                                   | Woudestein, Rotterdam             | Babos, Will, Van Eijden, Zomer, Nuytinck (80' Ten Voorde), Sibum, Schöne, Zimling, George, Vleminckx, Goossens                                            |
| 28 augustus 2010  | 19:45    | N.E.C.          | 2-2     | SC Heerenveen   | Leroy George, Lasse Schöne                    |                                   | McDOS Goffertstadion, Nijmegen    | Cillessen, Will (46' Wellenberg), Van Eijden, Zomer, Nuytinck, Sibum, Schöne, Goossens (66' Mark Otten), George, Vleminckx, Latupeirissa (77' Ten Voorde) |
| 11 september 2010 | 19:45    | PSV             | 3-1     | N.E.C.          | John Goossens                                 |                                   | Philips Stadion, Eindhoven        | Cillessen, Will, Otten, Zomer, Nuytinck (64' Amieux), Sibum, Schöne, Davids, Chatelle, Vleminckx (78' Ten Voorde), George (28' Goossens)                  |
| 19 september 2010 | 14:30    | N.E.C.          | 0-1     | AZ              |                                               |                                   | McDOS Goffertstadion, Nijmegen    | Cillessen, Will (78' Ten Voorde), Van Eijden (46' Otten), Zomer, Nuytinck, Sibum, Schöne, Zimling, Chatelle (71' Latupeirissa), Vleminckx, Goossens       |
| 26 september 2010 | 14:30    | N.E.C.          | 3-0     | Feyenoord       | Lasse Schöne, Rick ten Voorde, Bram Nuytinck  |                                   | McDOS Goffertstadion, Nijmegen    | Cillessen, Will, Van Eijden, Zomer, Amieux (46' Nuytinck), Sibum, Schöne, Zimling, Davids, Vleminckx (81' Ten Voorde), Fejzullahu (81' Otten)             |
| 2 oktober 2010    | 18:45    | NAC Breda       | 2-0     | N.E.C.          |                                               |                                   | Rat Verlegh Stadion, Breda        | Cillessen, Will, Van Eijden (70' Otten), Zomer, Nuytinck, Sibum, Schöne, Zimling, Davids (80' Ten Voorde), Goossens, Vleminckx                            |
| 19 oktober 2010   | 16:30    | Heracles Almelo | 3-2     | N.E.C.          |                                               |                                   |                                   | |
| 23 oktober 2010   | 19:45    | N.E.C.          | 2-0     | FC Groningen    |                                               |                                   |                                   | |
| 26 oktober 2010   | 20:00    | Roda JC         | 1-1     | N.E.C.          | Björn Vleminckx                               |                                   | Parkstad Limburg Stadion          | Cillessen, Will, Otten, Zomer, Nuytinck, Sibum, Zimling (Chatelle 57'), Davids, Schöne (Ten Voorde 90'), Vleminckx, Goossens (Fejzullahu 76')             |
| 31 oktober 2010   | 12:30    | N.E.C.          | 0-0     | Vitesse         |                                               |                                   | McDOS Goffertstadion, Nijmegen    | |
| 6 november 2010   | 20:45    | De Graafschap   | 1-4     | N.E.C.          |                                               |                                   | De Vijverberg                     | |
| 14 november 2010  | 14:30    | N.E.C.          | 1-1     | ADO Den Haag    |                                               |                                   | McDOS Goffertstadion, Nijmegen    | |
| 21 november 2010  | 16:30    | FC Utrecht      | 4-0     | N.E.C.          |                                               |                                   | Galgenwaard                       | |
| 27 november 2010  | 20:45    | N.E.C.          | 2-4     | FC Twente       |                                               |                                   | McDOS Goffertstadion, Nijmegen    | |
| 4 december 2010   | 18:45    | Ajax            | 1-1     | N.E.C.          |                                               |                                   | Amsterdam ArenA                   | |
| 11 december 2010  | 19:45    | N.E.C.          | 3-1     | Willem II       |                                               |                                   | McDOS Goffertstadion, Nijmegen    | |
| 19 januari 2011   | 20:45    | AZ              | 2-2     | N.E.C.          |                                               |                                   | AFAS Stadion                      | |
| 22 januari 2011   | 19:45    | N.E.C.          | 2-2     | NAC Breda       |                                               |                                   | McDOS Goffertstadion, Nijmegen    | |
| 28 januari 2011   | 20:45    | N.E.C.          | 1-1     | Heracles Almelo |                                               |                                   | McDOS Goffertstadion, Nijmegen    | |
| 5 februari 2011   | 18:45    | SC Heerenveen   | 0-0     | N.E.C.          |                                               |                                   | Abe Lenstra Stadion               | |
| 13 februari 2011  | 14:30    | N.E.C.          | 2-0     | Excelsior       |                                               |                                   | McDOS Goffertstadion, Nijmegen    | |
| 20 februari 2011  | 14:30    | FC Twente       | 1-1     | N.E.C.          |                                               |                                   | De Grolsch Veste                  | |
| 27 februari 2011  | 16:30    | N.E.C.          | 1-1     | FC Utrecht      |                                               |                                   | McDOS Goffertstadion, Nijmegen    | |
| 5 maart 2011      | 19:45    | ADO Den Haag    | 5-1     | N.E.C.          |                                               |                                   | Kyocera Stadion                   | |
| 13 maart 2011     | 16:30    | N.E.C.          | 2-2     | PSV             |                                               |                                   | McDOS Goffertstadion, Nijmegen    | |
| 19 maart 2011     | 20:45    | N.E.C.          | 1-0     | De Graafschap   |                                               |                                   | McDOS Goffertstadion, Nijmegen    | |
| 3 april 2011      | 12:30    | Vitesse         | 2-1     | N.E.C.          |                                               |                                   | Gelredome                         | |
| 9 april 2011      | 18:45    | VVV-Venlo       | 1-4     | N.E.C.          |                                               | debuut Loen                       | Seacon Stadion - De Koel          | |
| 17 april 2011     | 14:30    | N.E.C.          | 1-2     | Ajax            |                                               |                                   | McDOS Goffertstadion, Nijmegen    | |
| 24 april 2011     | 16:30    | FC Groningen    | 3-1     | N.E.C.          |                                               |                                   | Euroborg                          | |
| 1 mei 2011        | 14:30    | N.E.C.          | 5-0     | Roda JC         | Björn Vleminckx (4*), Rémy Amieux             | "Zuivere" hattrick door Vleminckx | McDOS Goffertstadion, Nijmegen    | Cillessen, Otten, Nuytinck (van Eijden 27'), Zomer, Amieux, Zimling, Schöne, Davids (Sibum 86'), George (Chatelle 85'), Vleminckx, Goossens               |
| 15 mei 2011       | 14:30    | Feyenoord       | 1-1     | N.E.C.          |                                               |                                   | De Kuip                           | |

#### Positie N.E.C. na wedstrijd
| Wedstrijd | 1 | 2 | 3 | 4 | 5 | 6  | 7 | 8  | 9 | 10 | 11 | 12 | 13 | 14 | 15 | 16 | 17 | 18 | 19 | 20 | 21 | 22 | 23 | 24 | 25 | 26 | 27 | 28 | 29 | 30 | 31 | 32 | 33 | 34 |
| N.E.C.    | 6 | 2 | 4 | 6 | 9 | 12 | 7 | 11 |   | 11 | 9  | 11 | 10 | 10 | 10 | 12 | 11 | 11 | 11 | 11 |    |    |    |    |    |    |    |    |    |    |    |    |    |    |

### KNVB beker
| Ronde          | Datum             | Tijdstip | Thuis        | Uitslag | Uit   | Doelpuntenmakers N.E.C.                        | Bijzonderheden     | Locatie                    | Opstelling N.E.C. |
| -------------- | ----------------- | -------- | ------------ | ------- | ----- | ---------------------------------------------- | ------------------ | -------------------------- | --- |
| 1e en 2e ronde |                   |          |              |         |       |                                                | Amateurronde       |                            | |
| 3e ronde       | 23 september 2010 |          | FC Dordrecht | 4-3     | N.E.C | Thomas Chatelle, Björn Vleminckx, Lasse Schöne | Rood: Goossens '45 | GN Bouw Stadion, Dordrecht | Cillissen, Will, Van Eijden, Zomer, Amieux, Zimling ('80 Davids), Schöne, Sibum, Chatelle ('44 Fejzullahu), Vleminckx ('76 Ten Voorde), Goossens |

## Selectie 2010/11

### Selectie
| Nr. |                                | Naam                 | Positie      | Leeft. | Seiz. | Wedstrijden |    |
| --- | ------------------------------ | -------------------- | ------------ | ------ | ----- | ----------- | -- |
| 1   | Vlag van Hongarije             | Gábor Babos          | Doelman      | 35     | 6e    | 3           | 0  |
| 22  | Vlag van Nederland             | Jasper Cillessen     | Doelman      | 21     | 1e    | 31          | 0  |
| 23  | Vlag van Nederland             | Marco van Duin       | Doelman      | 23     | 1e    | 0           | 0  |
| 33  | Vlag van Nederland             | Luuk Koopmans        | Doelman      | 17     | 1e    | 0           | 0  |
| 2   | Vlag van Nederland             | Ramon Zomer          | Verdediger   | 27     | 2e    | 34          | 3  |
| 3   | Vlag van Nederland             | Rens van Eijden      | Verdediger   | 22     | 2e    | 14          | 0  |
| 4   | Vlag van Nederland             | Bram Nuytinck        | Verdediger   | 20     | 2e    | 33          | 2  |
| 15  | Vlag van Nederland             | Niels Wellenberg     | Verdediger   | 27     | 2e    | 5           | 0  |
| 19  | Vlag van Nederland             | Nathaniel Will       | Verdediger   | 21     | 1e    | 28          | 1  |
| 25  | Vlag van Nederland             | Joost Ebergen        | Verdediger   | 20     | 1e    | 0           | 0  |
| 13  | Vlag van Nederland             | Mark Otten           | Verdediger   | 24     | 6e    | 20          | 0  |
| 5   | Vlag van Frankrijk             | Rémy Amieux          | Verdediger   | 24     | 1e    | 20          | 1  |
| 8   | Vlag van Suriname              | Lorenzo Davids       | Middenvelder | 24     | 5e    | 29          | 2  |
| 10  | Vlag van Denemarken            | Lasse Schöne         | Middenvelder | 24     | 3e    | 34          | 7  |
| 16  | Vlag van Nederland             | Bas Sibum            | Middenvelder | 27     | 3e    | 30          | 3  |
| 26  | Vlag van Nederland             | Ryan van Dijk        | Middenvelder | 19     | 1e    | 0           | 0  |
| 17  | Vlag van Bosnië en Herzegovina | Adnan Šećerović      | Middenvelder | 18     | 1e    | 0           | 0  |
| 20  | Vlag van Nederland             | John Goossens        | Middenvelder | 22     | 3e    | 31          | 7  |
| 6   | Vlag van Denemarken            | Niki Zimling         | Middenvelder | 25     | 1e    | 26          | 4  |
| 27  | Vlag van Nederland             | Youri Loen           | Middenvelder | 18     | 1e    | 1           | 0  |
| 18  | Vlag van België                | Björn Vleminckx      | Aanvaller    | 24     | 2e    | 32          | 23 |
| 14  | Vlag van Nederland             | Rick ten Voorde      | Aanvaller    | 19     | 2e    | 16          | 1  |
| 11  | Vlag van België                | Thomas Chatelle      | Aanvaller    | 29     | 1e    | 27          | 0  |
| 7   | Vlag van Nederland             | Leroy George         | Aanvaller    | 23     | 1e    | 22          | 3  |
| 29  | Vlag van Nederland             | Furkan Alakmak       | Aanvaller    | 19     | 1e    | 0           | 0  |
| 28  | Vlag van Nederland             | Dammyano Grootfaam   | Aanvaller    | 19     | 1e    | 0           | 0  |
| 30  | Vlag van Nederland             | Cayfano Latupeirissa | Aanvaller    | 19     | 1e    | 10)         | 0  |

## Technische staf
- Hoofdtrainer: Wiljan Vloet
- Assistent-trainer: Ron de Groot
- Assistent-trainer: Jack de Gier
- Assistent trainer: Patrick Kluivert
- Stagiair: Anton Janssen
- Keeperstrainer: Wilfried Brookhuis
- Conditietrainer/Fysiotherapeut: Han Tijshen
- Fysiotherapeut: Michel de Gruyter
- Clubarts: Sjoerd Jan de Vries
- Teammanager: Ton Spaan
- Hoofd materialen: Theo Cornelissen
- Materiaalman: Herman Jansen

## Transfers
Voor recente transfers bekijk: Lijst van Eredivisie transfers zomer 2010/11

### Aangetrokken
| Nat. | Naam                 | Leeft. | Van              | Type       | Contract tot | Transfersom |
| ---- | -------------------- | ------ | ---------------- | ---------- | ------------ | ----------- |
| NL   | Furkan Alakmak       | 19     | N.E.C./FC Oss A1 | Transfer   | medio 2011   | n.v.t.      |
| FR   | Rémy Amieux          | 23     | FC Eindhoven     | Transfer   | medio 2013   | € 50.000    |
| NL   | Jasper Cillessen     | 21     | Jong N.E.C.      | Transfer   | medio 2012   | n.v.t.      |
| NL   | Ryan van Dijk        | 19     | Jong N.E.C.      | Transfer   | medio 2011   | n.v.t.      |
| NL   | Joost Ebergen        | 20     | FC Oss           | Einde Huur | medio 2011   | n.v.t.      |
| NL   | Dammyano Grootfaam   | 19     | N.E.C./FC Oss A1 | Transfer   | medio 2011   | n.v.t.      |
| NL   | Youri Loen           | 18     | N.E.C./FC Oss A1 | Transfer   | medio 2011   | n.v.t.      |
| NL   | Cayfano Latupeirissa | 19     | N.E.C./FC Oss A1 | Transfer   | medio 2011   | n.v.t.      |
| NL   | Nathaniel Will       | 21     | AFC Ajax         | Transfer   | medio 2012   | n.n.b.      |
| DK   | Niki Zimling         | 25     | Udinese          | Huur       | 1 juli 2011  | n.v.t.      |
| CZ   | Pavel Čmovš          | 20     | Sparta Praag     | Transfer   | 1 juli 2011  | n.v.t.      |
| NL   | Leroy George         | 23     | FC Utrecht       | Transfer   | 1 juli 2011  | € 100.000   |
| BE   | Jérémy De Vriendt    | 24     | KV Mechelen      | Huur       | 1 juli 2011  | n.n.b.      |
| BE   | Thomas Chatelle      | 29     | RSC Anderlecht   | Huur       | 1 juli 2011  | € 200.000   |
| NL   | Marco van Duin       | 23     | FC Volendam      | Transfer   | n.n.b.       | n.n.b.      |
| BA   | Adnan Šećerović      | 18     | Roda JC          | Huur       | n.n.b.       | n.n.b.      |

### Vertrokken
| Nat. | Naam                | Leeft. | Naar            | Type                       | Transfersom |
| ---- | ------------------- | ------ | --------------- | -------------------------- | ----------- |
| NL   | Patrick Pothuizen   | 37     | De Treffers     | Einde contract             | n.v.t.      |
| BI   | Saidi Ntibazonkiza  | 23     | Cracovia Kraków | Transfer                   | € 1.000.000 |
| MR   | Youssef El-Akchaoui | 29     | Sc Heerenveen   | Transfer                   | € 0         |
| NL   | Jeroen Heubach      | 35     | FC Twente       | Einde Huur                 | n.v.t.      |
| NL   | Jeffrey Sarpong     | 21     | AFC Ajax        | Einde Huur                 | n.v.t.      |
| NL   | Rein Baart          | 36     | FC Edmonton     | Einde Contract             | n.v.t.      |
| NL   | Shapoul Ali         | 19     | AZSV            | Einde Contract             | n.v.t.      |
| NL   | Jhon van Beukering  | 26     | Go Ahead Eagles | Einde Contract             | n.v.t.      |
| NL   | Mitchell Burgzorg   | 23     | n.n.b.          | Einde Contract             | n.v.t.      |
| NL   | Joey Brock          | 21     | RBC Roosendaal  | Einde Contract             | n.v.t.      |
| NL   | Dominique Kivuvu    | 22     | CFR Cluj        | Einde Contract             | n.v.t.      |
| PL   | Arek Radomski       | 33     | Cracovia Kraków | Einde Contract             | n.v.t.      |
| DE   | Bastian Weiser      | 20     | n.n.b.          | Einde contract             | n.v.t.      |
| NL   | Rutger Worm         | 24     | Melbourne Heart | Einde contract             | n.v.t.      |
| CZ   | Pavel Čmovš         | 20     | BV Veendam      | Verhuur                    | n.v.t.      |
| BE   | Jérémy De Vriendt   | 24     | KV Mechelen     | huurovereenkomst ontbonden | n.v.t.      |
| SE   | Erton Fejzullahu    | 9      | Randers FC      | Verhuur                    | n.v.t.      |

## Jong N.E.C.
Jong N.E.C. speelt in het seizoen 2010/11 in de Beloften Eredivisie.
In het seizoen 2010/11 werkt N.E.C. met één trainingsgroep; de selectie voor de wedstrijden van zowel het eerste elftal als Jong N.E.C. komt hieruit voort.

### Vertrokken
- Shanon Carmelia,  Sportclub N.E.C. (einde contract)
- Sebastiaan Goderie,  Achilles '29 (einde contract)
- Joey Klare,  FC Lisse (einde contract)
- Bram Langedijk,  RBC Roosendaal (einde contract)
- Nicholas Skverer,  CSV Apeldoorn (einde contract)

ADO Den Haag ·
Ajax ·
AZ ·
De Graafschap ·
Excelsior ·
Feyenoord ·
FC Groningen ·
sc Heerenveen ·
Heracles Almelo ·
NAC Breda ·
N.E.C. ·
PSV ·
Roda JC Kerkrade ·
FC Twente ·
FC Utrecht ·
Vitesse ·
VVV-Venlo ·
Willem II